# ملعب الوازيس
ملعب الوازيس الرياضي هو مجمع رياضي لنادي الرجاء، افتتح عام 1932 على يد مسؤولي نادي الإتحاد الرياضي (USM).
يقع المجمع جنوب غرب الدار البيضاء في حي الوازيس على بعد حوالي 24 كم من مطار محمد الخامس الدولي؛ يتكون المجمع من ملعبي كرة قدم بسعة 9 000 متفرج، ويضم مركز تدريب الفريق "أ"، وقسم السيدات، وفئات الشباب بالإضافة إلى مركز التدريب بالاشتراك مع أكاديمية الرجاء؛ يعتبر من أوائل المراكز المطابقة للمعايير الدولية في المغرب العربي، ومدرسة كرة القدم. أختير من قبل الإدارة الفنية للجامعة الملكية المغربية لكرة القدم كأفضل مركز تدريبي على المستوى الوطني عام 2021.

## المرافق
خلال ولاية عبد الحميد الصويري التي امتدت من 2004 إلى 2007، تم تجديد مركز التدريب في عام 2004 تحت إشراف المهندس رشيد أندلسي، حيث قسم إلى طابقين، وكل طابق يتكون من 26 غرفة نوم، وغرفتي استرخاء، بالإضافة إلى غرفة مخصصة لرفع الأثقال، ويضم المركز أيضاً مكتبًا لمدرستين داخليين وآخر لمدير المركز، بالإضافة إلى سكرتارية ومكتب للكادر الطبي، وفصل دراسي وقاعة اجتماعات.

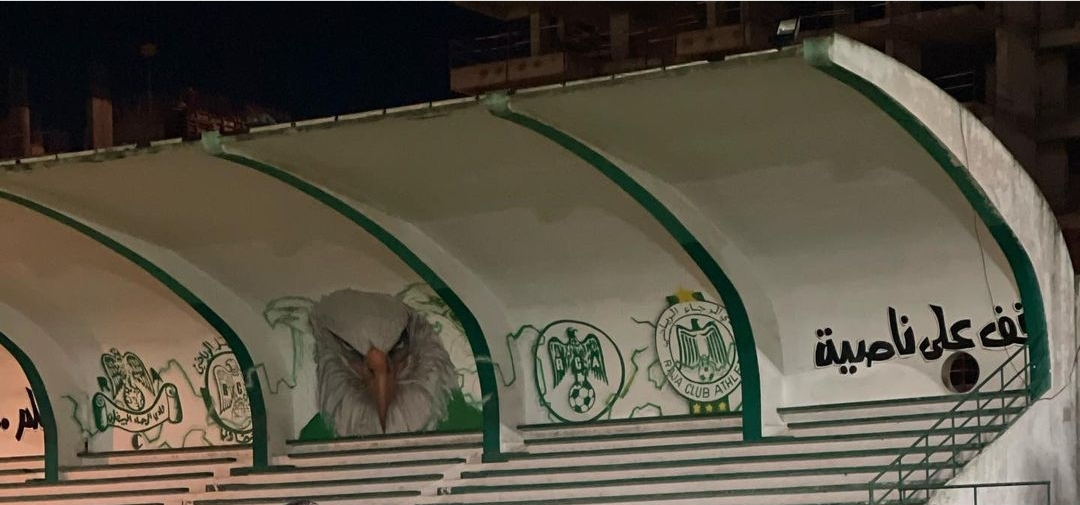
مدرج المجمع

وبسبب الإهمال، اغلق المركز خلال موسم 2013-2014، وبدأ تجديده وترميمه في عام 2018 بقيادة الرئيس المنتخب حديثاً، جواد زيات، شمل هذا التجديد جميع معدات المركز، ولا سيما أماكن الإقامة وغرف تغيير الملابس والمطاعم والمؤسسات الترفيهية، والمعدات الإدارية.
وفي 6 أكتوبر 2019، فتح أبوابه بعد تطويره لمدة أكثر من عام بتكلفة 1,6 مليون درهم؛ حيث تم توسيعه، وتقديم بعض الخدمات، وإضافة مرافق رياضية لتدريب لاعبي كرة القدم الشباب.

## البنية التحتية
يحتوي المركز على موقفان للمشجعين الراغبين في زيارة المجمع أو حضور مباراة، أحدهما بالقرب من الملعب رقم 1، والذي يمكن أن تستوعب حوالي 4000 شخص، والآخر بجوار الملعب 2 و3، بسعة 5000 شخص؛ خضع المجمع في أكتوبر 2020 لعدة تجديدات على مستوى واجهته الخارجية، وترميم البوابات وأزقة المداخل المختلفة للمجمع.

## معرض الصور

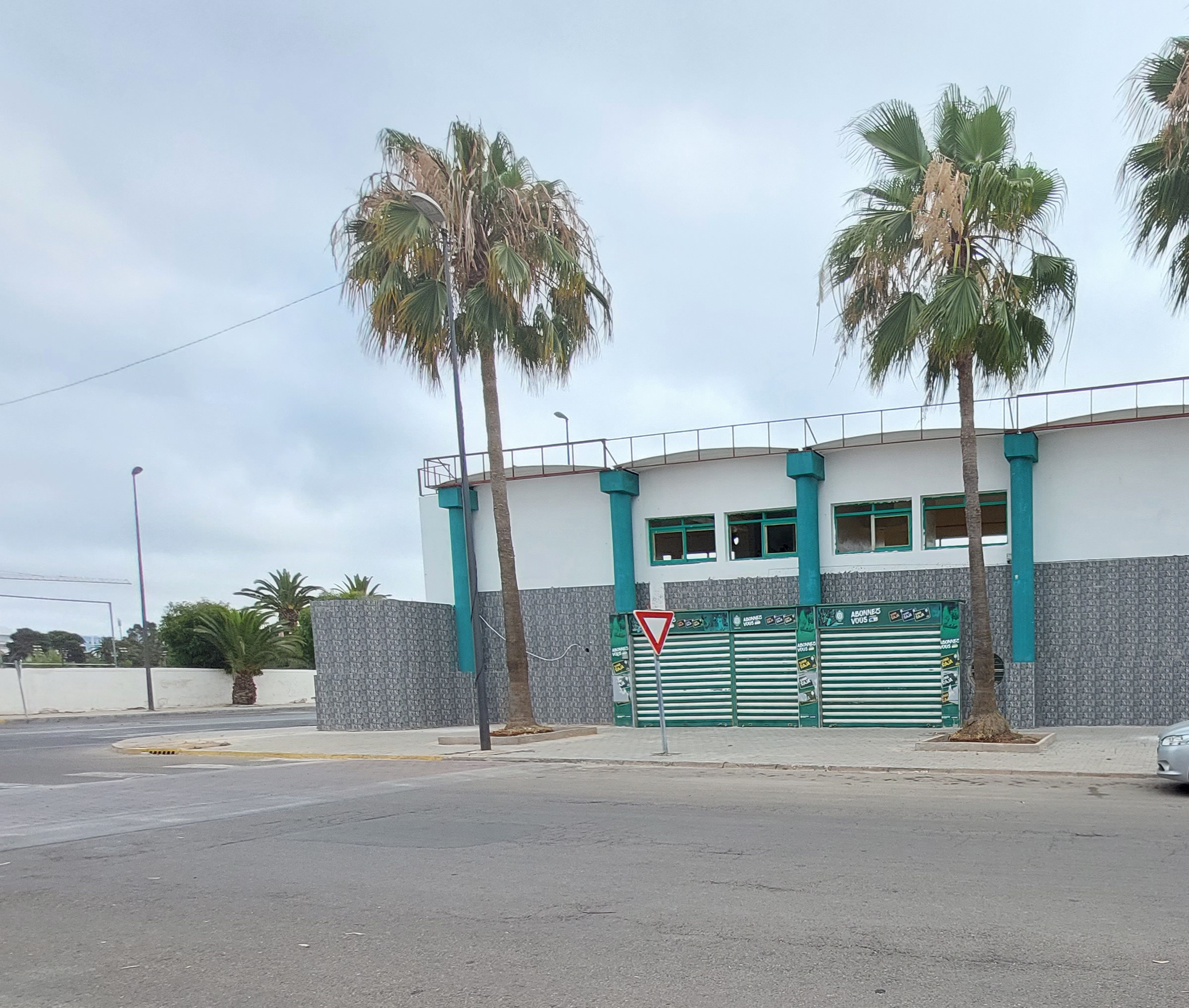
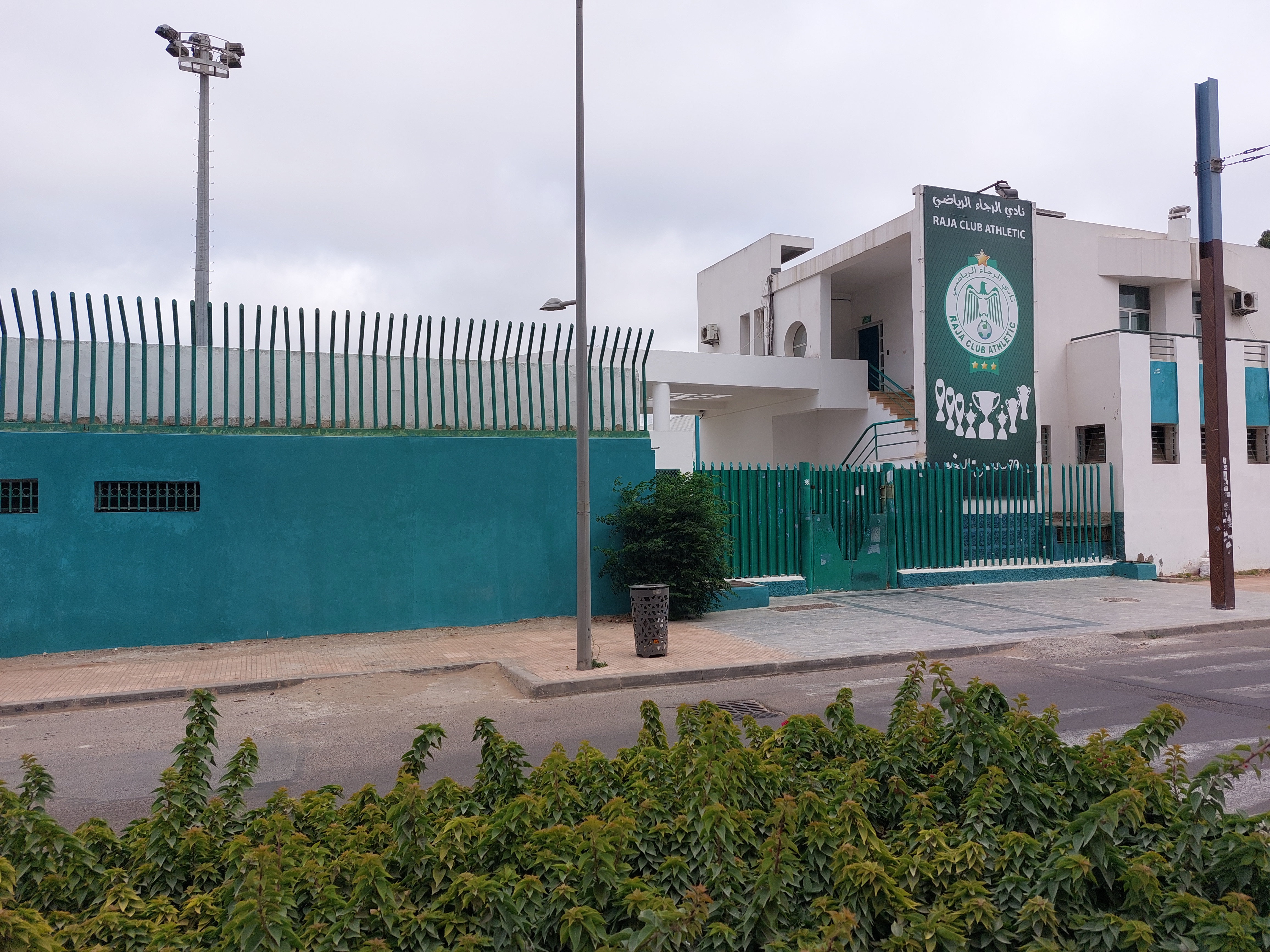
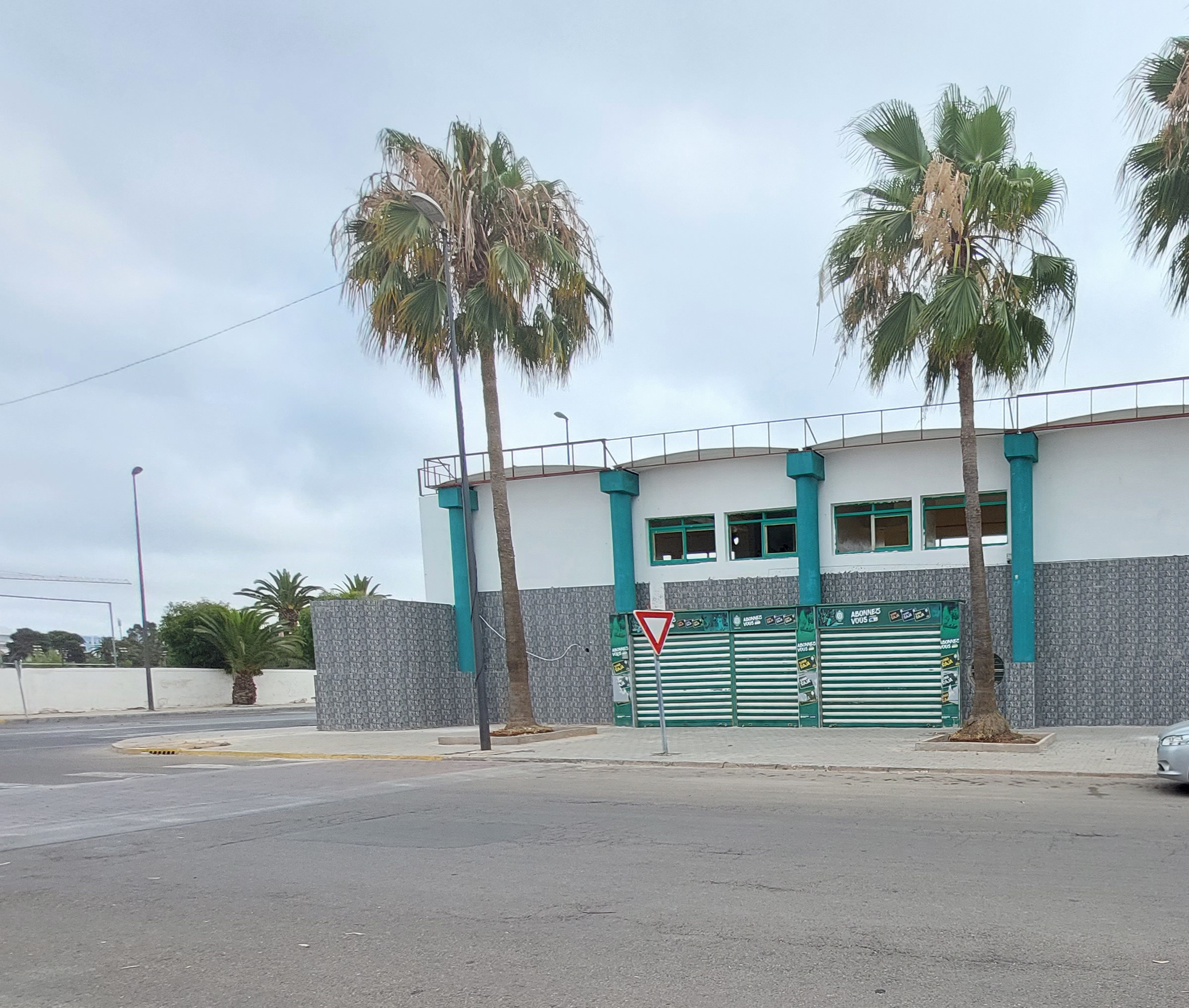
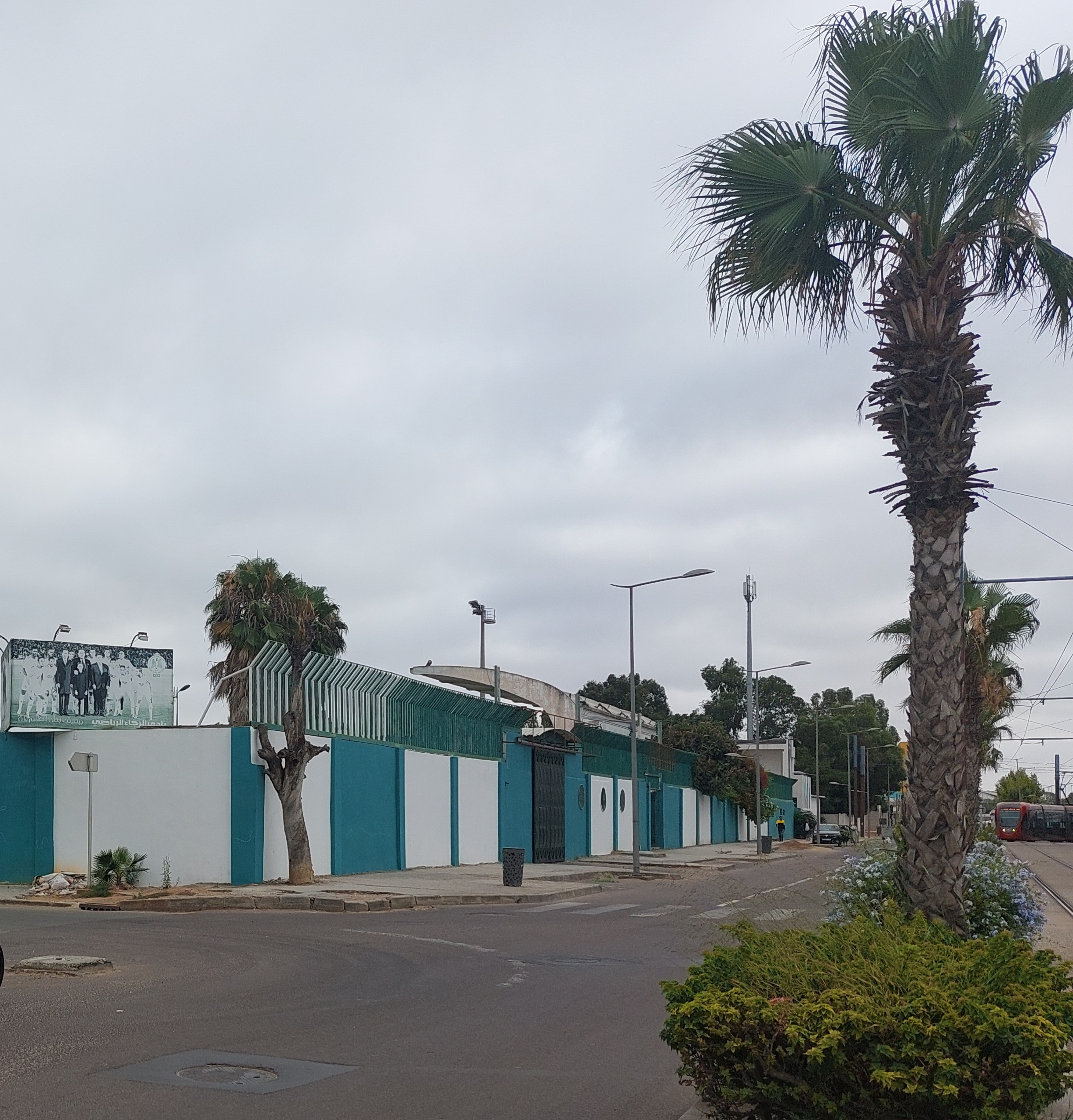
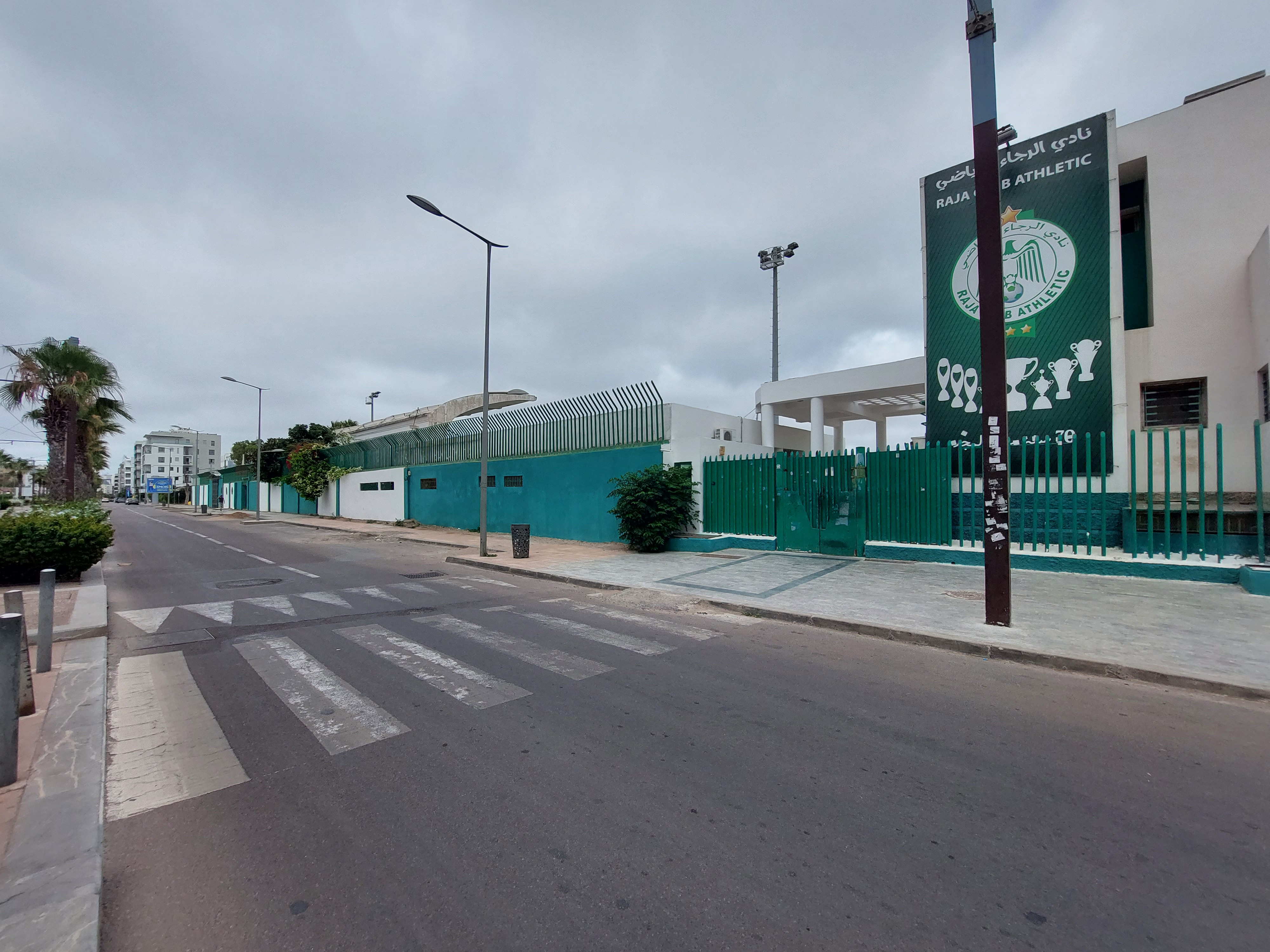